# Mãe d'Água
Mãe d'Água là một đô thị thuộc bang Paraíba, Brasil. Đô thị này có diện tích 177,25 km², dân số năm 2007 là 3283 người, mật độ 18,5 người/km².